# Desdoblamiento de acciones
En economía y finanzas se denomina desdoblamiento de acciones o split a una operación consistente en el aumento del número de acciones en circulación de una sociedad emisora sin variar el importe de su capital social. El valor nominal de las acciones que representan la totalidad del capital social, se ajusta de tal manera que la capitalización bursátil antes y después de la empresa permanezca igual y no se produzca la dilución. Se incluyen opciones y warrants.
El desdoblamiento de acciones puede ir dirigido en dos sentidos, uno como disminución del valor nominal o si este no estuviese expresado, el valor teórico de la totalidad de las acciones en circulación. Una empresa puede dividir sus acciones, por ejemplo, cuando el precio de mercado por acción es tan alto que se vuelve difícil de manejar cuando se negocia. Por ejemplo, cuando el precio de la acción es muy alto puede disuadir a los pequeños inversores de comprar las acciones, especialmente si hay un paquete comercial mínimo. Y otro como un aumento, contra split o agrupación de acciones que es un ajuste a la inversa. Consiste en multiplicar el valor nominal de la acción. Para ello, se unen paquetes de acciones de forma que si, por ejemplo, una acción valía antes 1 euro, ahora valdrá 10 euros tras unir paquetes de 10 acciones de 1 euro. 

## Descripción general
Por ejemplo, una compañía que tiene 100 acciones emitidas a un precio de € 50 por acción, tiene una capitalización de mercado de € 5000 - 100 × € 50. Si la empresa divide sus acciones 2-para-1, ahora hay 200 acciones y cada accionista tiene el doble de acciones. El precio de cada acción se ajusta a € 25 - € 5000 / 200. La capitalización de mercado es 200 × € 25 = € 5000, igual que antes de la división.
Las proporciones de 2-para-1, 3-para-1 y 3-para-2 divisiones son las más comunes, pero cualquier relación es posible. Se utilizan divisiones de 4 para 3, 5 para 2 y 5 para 4, aunque con menor frecuencia. A veces, los inversores recibirán pagos en efectivo en lugar de fracciones de acciones.
A menudo se afirma que las divisiones de valores, en sí mismas, conducen a mayores precios de las acciones; La investigación, sin embargo, no soporta esto. Lo que es cierto es que las divisiones de acciones suelen iniciarse después de un gran aumento en el precio de la acción. Al momento de invertir se sugeriría que tal tendencia continuaría independientemente de la división de acciones. En cualquier caso, las divisiones de acciones aumentan la liquidez de una acción; Hay más compradores y vendedores por 10 acciones a $ 10 que 1 acción a $ 100. Algunas empresas tienen la estrategia opuesta: al negarse a dividir el stock y mantener el precio alto, reducen el volumen de operaciones. Berkshire Hathaway es un ejemplo notable de esto.
Otros efectos podrían ser psicológicos. Si muchos inversores creen que una división de acciones resultará en un aumento en el precio de la acción y la compra de la acción el precio de la acción tenderá a aumentar. Otros afirman que la gestión de una empresa, al iniciar una división de acciones, es una señal implícita de su confianza en las perspectivas futuras de la empresa.
En un mercado en el que exista un elevado número mínimo de acciones o una multa por el comercio de los llamados lotes impares (un múltiplo no múltiple de un número arbitrario de acciones), un precio de acciones reducido puede atraer más atención de los pequeños inversores. Pequeños inversores como estos, sin embargo, tendrá un impacto insignificante en el precio total.